# Interleptomesochra eulittoralis
Interleptomesochra eulittoralis är en kräftdjursart som först beskrevs av Noodt 1952.  Interleptomesochra eulittoralis ingår i släktet Interleptomesochra och familjen Ameiridae. Inga underarter finns listade i Catalogue of Life.